# Gegants de Viserta
Els Gegants de Viserta són tres figures que representen els Gegants Vells (Ramir i Constança) i la Geganta Jove (Diana), originàries de Monistrol de Montserrat. Els Gegants Vells es van estrenar el 1914 després de ser encarregats pel veïnat de Viserta al taller barceloní «El Ingenio». A mitjans dels anys 50, es va afegir la Geganta Jove, realitzada a partir d'un motlle olotí. La parella original va ser restaurada, i la Geganta Jove va ser batejada com la «pubilla» del conjunt.
Els gegants van ser essencials a les Festes del Carrer de Viserta i la Festa del Corpus, amb sortides limitades fins a la dècada de 1970, quan les festes es van suspendre temporalment. Després de la recuperació de la festa el 1978, els gegants van començar a participar en actes fora de Monistrol. Durant els anys 90, es va crear una còpia de les figures per preservar-les. Els gegants es poden veure a les festes locals, també fora de la vila, amb diverses restauracions i actualitzacions en els seus vestits al llarg dels anys.